# Jacques Henripin
Jacques Henripin (né à Lachine le 31 août 1926, et mort à Montréal le 2 septembre 2013) est un démographe, professeur émérite et essayiste Québécois.

## Biographie
En 1951, après son premier cycle en sciences économiques à l'Université de Montréal, Jacques Henripin obtient une bourse de la République française pour parfaire ses études en France.
Jacques Henripin prépare sa thèse de doctorat à l'Institut national d'études démographiques (INED) à Paris, sous la direction de Louis Henry et obtient en 1953 un doctorat en sciences économiques de l'université de Paris. Il s'agit en fait du premier doctorat octroyé en démographie historique. Sa thèse est publiée par l'INED et les Presses universitaires de France (PUF) l'année suivante.
À partir de 1954, il enseigne à l'Université de Montréal et s'intéresse, entre autres, à la mortalité infantile, à l'évolution des groupes linguistiques et aux questions relatives à la fécondité.
En 1965, il fonde le Département de démographie de l'Université de Montréal.
Il est le premier président de la Fédération canadienne de démographie (1978-1981).
Le Prix Jacques-Henripin, décerné au meilleur mémoire de maîtrise en démographie de l'année, est nommé ainsi en son honneur.

## Honneurs
- 1968 : Membre de la Société royale du Canada[3]
- 1971 : Médaille Innis-Gérin[3]
- 1981 : Prix Marcel-Vincent[3]
- 1982 : Prix Léon-Gérin[3]
- 1987 : Prix Esdras-Minville[3]
- 1988 : Membre de l'Ordre du Canada[3]
- 1992 : Officier de l'Ordre national du Québec[6]
- 1994 : Professeur émérite du Département de démographie de l'Université de Montréal[3]
- 1997 : Médaille Pierre-Chauveau[3]

## Hommages

### À son décès
- Jean-Frédéric Légaré-Tremblay, «Jacques Henripin 1926-2013 - Le père de la démographie au Québec s’éteint », Le Devoir, 4 septembre 2013.
- Évelyne Lapierre-Adamcyk, «In Memoriam. Jacques Henripin, (1926-2013)», Cahiers québécois de démographie, 42-2, automne 2013, p. 397-401.
- Réjean Lachapelle, «Jacques Henripin, pionnier de la démographie au Québec», Le Devoir, 13 septembre 2013.
- Michel Paillé, «Ce que je dois à Jacques Henripin, doyen de la démographie au Québec (1926-2013)», Huffington Post Québec, 18 septembre 2013.

### Dans lesCahiers québécois de démographie
Sous la direction d’Évelyne Lapierre-Adamcyk, Réjean Lachapelle et Anne H. Gauthier, des hommages lui ont été rendus dans deux livraisons des Cahiers québécois de démographie  (CQD) : automne 2015 (44-2) ) et printemps 2016 (45-1) :
- Jacques Légaré, «Avant-propos», CQD, 44-2, automne 2015, p. 171.

Introduction
- Évelyne Lapierre-Adamcyk, Réjean Lachapelle et Anne H. Gauthier, « Un hommage à Jacques Henripin», CQD, 44-2, automne 2015, p. 173-180.

Articles
- Michèle Tribalat, «Apport démographique de l’immigration étrangère en France depuis 1960», CQD, 44-2, automne 2015, p. 181-201.
- Marc Termote, «Réflexions sur l’évolution du discours démolinguistique de Jacques Henripin», CQD, 44-2, automne 2015, p. 203-222.
- Soufianou Moussa et Jean-François Kobiané, «Inégalités des ménages face à la réception de transferts informels. Quelques leçons issues de Ouagadougou (Burkina Faso)», CQD, 44-2, automne 2015, p. 223-249.
- Yves Carrière, Jacques Légaré et Jonathan Purenne, «Vivre et travailler plus longtemps au Canada : la réalité des baby-boomers», CQD, 44-2, automne 2015, p. 251-278.
- Danielle Gauvreau et Benoît Laplante, «Le baby-boom québécois : l’importance du mariage, CQD, 45-1, printemps 2016, p. 1-26.
- Frank Trovato, «Analyse sociodémographique de la fécondité d’après-guerre au Canada, 1947-2011», CQD, 45-1, printemps 2016, p. 27-49.
- Michel Paillé, «Faire connaitre la démographie dans les médias. L’exemple de la question linguistique»,CQD, 45-1, printemps 2016, p. 51-69.

Notes de recherche
- Jacques Légaré, «Une belle occasion ratée : l’établissement d’un système universel et gratuit de garderies au Québec grâce à l’effet ’Pig in the Python’ pour les baby-boomers», CQD, 44-2, automne 2015, p. 279-289.
- René Houle et Amélie Cambron-Prémont, «Les concepts et les questions posées sur les langues aux recensements canadiens de 1901 à 1961», CQD, 44-2, automne 2015, p. 291-310.